# Хэлмшоу, Айрис Грейс
Айрис Грейс Хэлмшоу (встречаются также транскрипции Халмшоу и Холмшоу, англ. Iris Grace Halmshaw, сентябрь 2009, Маркет Харборо, Лестершир, Великобритания) — современная британская художница, девочка с аутизмом. Статьи о её творчестве и судьбе в 2014—2017 годах опубликовали крупные европейские и американские газеты.

## Биография
Айрис Грейс родилась в 2009 году. Она единственная дочь фотографа Арабеллы Картер-Джонсон и специалиста в области ценных бумаг Питера-Джона Хэлмшоу. В возрасте двух лет врачи диагностировали у неё тяжёлую форму аутизма. Девочка имела нарушения сна, навязчивое поведение, отказывалась вступать в зрительный контакт, избегала играть со своими родителями и другими детьми, испытывала неловкость среди людей, которых она не знала, не желала вступать в общение ни с кем. Родители обратились к врачам (первоначально медики предполагали, что девочка глухая, а затем, поставив диагноз — аутизм — заявили, что она никогда не будет говорить и не способна к нормальному общению). Родители приняли решение дать Айрис Грейс домашнее образование. Так как Картер-Джонсон хотела воссоздать полноценную учебную программу школы, она включила в неё изобразительное искусство и труд, стала приобщать девочку к чтению (её любимые книги — «Белоснежка и семь гномов» и «Три поросёнка», а также комиксы о Томе и Джерри).

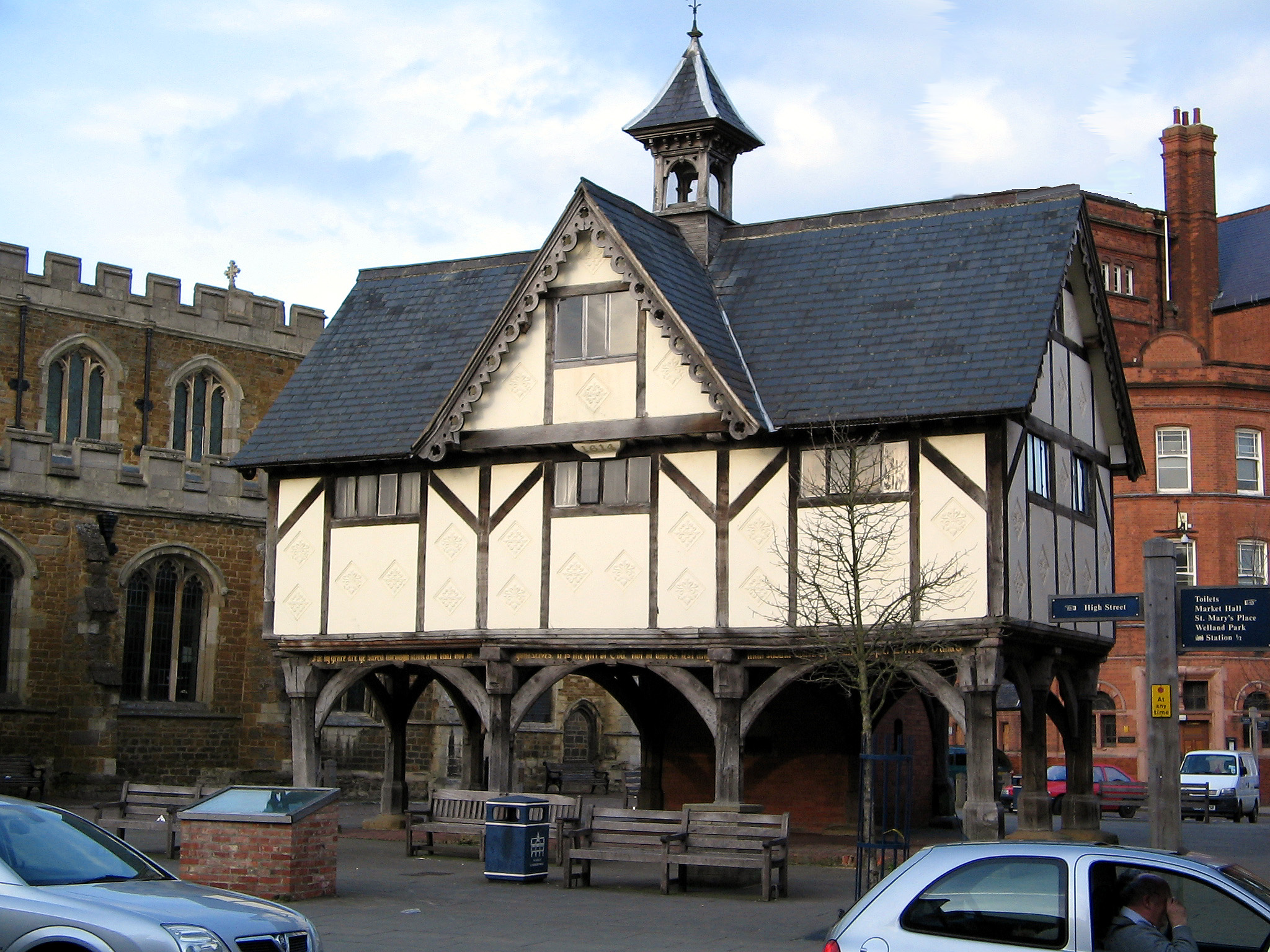
Маркет Харборо, где живёт художница

Картер-Джонсон знала, что многие дети с аутизмом положительно реагировали на различных животных, от собак до лошадей. Айрис Грейс осталась безразличной к попыткам матери познакомить её с этими животными. Родители также пробовали музыкальную и трудотерапию, изменение питания, неудачей завершилась попытка наладить общение со сверстниками в детском клубе, который только напугал девочку. Кошка Тула (названа так в честь одной из любимых африканских колыбельных девочки — «Тула Баба») появилась в семье незадолго до Дня святого Валентина, родители рассчитывали, что она сможет помочь Айрис Грейс развить свои способности и сформировать у неё желание общаться с внешним миром. Именно тогда девочка испытывала серьёзные проблемы со здоровьем. Мать разместила на Facebook вопрос к читателям о наиболее подходящих для её цели породах кошек, в ответах многие респонденты отметили породу мейн-кун. Кошек этой породы характеризовали как дружелюбных, умных и даже как любителей купаться в воде. Когда они впервые принесли Тулу в дом от местного заводчика, пушистый котёнок проспал в постели Айрис Грейс всю первую ночь, позволив девочке поглаживать свои уши и усы, он не противился, когда Айрис Грейс держала его за хвост.
Благодаря Туле девочка преодолела свой страх перед водой, только после её появления она начала говорить (произнесла первую фразу: «Кошка, сиди!», когда Тула начала лезть лапой в рисунок). С родителями Айрис Грейс Тула ведёт себя игриво, а порой и с озорством. С девочкой она демонстрирует спокойствие и доброжелательность: сидит на коленях, чтобы успокоить её во время поездок, сопровождает во время прогулок и поездок на велосипеде, сидя в специальной корзине, и на лодке, а также во время путешествий за границу, отвлекает от неприятностей и снимает раздражение (приносит в этом случае в зубах игрушку и бросает её рядом с девочкой), живо демонстрирует свой интерес к занятиям девочки живописью, иногда даже имитирует её движения во время рисования. В настоящее время девочка и кошка относятся друг к другу с трогательной симпатией, но постепенно становятся более независимыми друг от друга.
Одновременно с приобретением Тулы родители организовали для Айрис Грейс занятия классической музыкой и уроки игры на скрипке. Девочка не любит играть на скрипке, но с живым интересом воспринимает многочасовые симфонические концерты. Картер-Джонсон считает, что музыка вдохновляет её живопись. Родители сопровождают музыкой другие виды деятельности, чтобы поощрить занятия ими Айрис Грейс. В 2013 году они также организовали воскресный «Клуб юных исследователей» (англ. «The Little Explorers Activity Club») для детей, больных аутизмом, в рамках которого последние могут вне домашних стен совместно заниматься любимыми занятиями — от приготовления еды до освоения азов наук и искусства.
Картер-Джонсон говорит о дочери: «Я надеюсь на ещё большие улучшения. Я хочу, чтобы однажды она могла получить работу и жить самостоятельно, и мы будем стараться всеми способами, чтобы это произошло. Аутизм не должен быть таким пессимистичным диагнозом». Она опубликовала в 2016 году книгу о своей дочери «Айрис Грейс». В 2018 году книга вышла на русском языке под названием «Айрис Грейс. История особенной девочки и особенной кошки». В ноябре 2017 года девочка и её кошка стали героями первого эпизода из сериала «Коты и котёнок Джо Брэнд» на 5 канале Британского телевидения.
В феврале 2018 года в британских газетах появилось сообщение о длительном пребывании Айрис Грейс и её родителей в Коста-Рике, где она посещала заповедники для знакомства с флорой и фауной Центральной Америки. В интервью Арабелла Картер-Джонсон отметила, что после поездки девочка сохранила верность своему живописному стилю, но в нём добавились уверенность и смелость.

## Занятия живописью
Сама Картер-Джонсон, профессиональный фотограф (имела собственную фирму и специализировалась на свадебной фотографии), — художник-любитель. Она приступила к занятиям живописью с Айрис Грейс, когда дочери было три года. Начало занятий относится к марту 2013 года, когда Айрис попробовала нарисовать домик, построенный для неё матерью. Картер-Джонсон позже вспоминала, что «как только лист бумаги был прикреплён на стол, девочка начала сплошное заполнение его причудливым сочетанием красок. Это было не случайным набором цветов, то, что я увидела перед собой, было прекрасно. Настроение Айрис Грейс тоже изменилось, Она была в восторге, невероятно счастлива и свободна». Цены на некоторые из картин, выставленных на продажу семьёй, превышают 4000 британских фунтов. Это позволило каждую неделю проводить для девочки частные сеансы терапии и нанять репетитора. Названия для работ первоначально придумывала мама художницы, но затем их стала давать сама Айрис Грейс.
«Она посмотрела на меня и не оттолкнула», — рассказывала Картер-Джонсон, — «Это был для нас путь соединения». За последние несколько лет Айрис Грейс стала известна как самобытный и интересный даже для профессионалов художник. Статьи о её картинах появились в крупных европейских и американских изданиях и в передачах крупных телеканалов — NBC, CNN, CBS, The Daily Mail, Independent (эта газета назвала девочку «всемирно известным художником»), People, China Times, The Times, The Sun, La Repubblica, Bild, Express, The Huffington Post, Leicester Mercury, Harborough Mail, привлекли внимание известных художественных критиков. Телевидение сняло несколько передач о ней, режиссёр Руперт Уорд-Льюис — небольшой телефильм о её творчестве. Анджело Виглиоти описывает творчество Арис Грейс в своей работе о графологии аутистов. Некоторые знаменитости, такие как Анджелина Джоли и Брэд Питт, приобрели её произведения. Средства от продажи книг и картин девочки перечисляются в фонд Национального общества аутизма, а некоторые работы Грейс стали основой для поздравительных открыток.
Айрис Грейс создаёт абстрактные картины, используя необычные сочетания красок и своеобразные узоры. «Это её способ выразить красоту, которую она испытала и которой она наслаждалась», — рассказывала Арабелла Картер-Джонсон. Девочка использует оригинальную технику работы, то накладывая краски кистью, то стряхивая их с неё. Она рисует также с помощью губки, штампиков, валика, использует даже пластмассовую вилку. Работа над некоторыми картинами заняла всего несколько часов, над другими продолжалась до полутора недель. За сходство с картинами французского импрессиониста некоторые искусствоведы называли её «5-летний Моне». В отличие от сверстников, она изображает мир ярким, насыщенным и причудливым. Девочка может работать над своими полотнами по несколько часов в день без перерыва.